# Francesco Siacci
Francesco Siacci (Roma, 20 de abril de 1839 — 31 de maio de 1907) foi um matemático, balístico e oficial do exército italiano.
Foi aluno e posteriormente professor de mecânica na Universidade de Turim e na Universidade de Nápoles Federico II. É conhecido por suas contribuições ao campo da balística.